# Konstantinos Economidis
Konstantinos Economidis (Tessalonica, 2 novembre 1977) è un ex tennista greco.
In carriera ha vinto 5 titoli Challenger e ha raggiunto la 112ª posizione nel ranking il 5 febbraio 2007, mentre in doppio si è posizionato 152° il 23 aprile 2007.

## Statistiche

### Tornei minori

#### Singolare

##### Vittorie (23)
| Legenda tornei minori      |
| Challenger (5)             |
| ITF World Tennis Tour (18) |

| N. | Data              | Torneo                                        | Superficie  | Avversario in finale | Punteggio |
| 1. | 8 ottobre 2001    | Ciutat de Barcelona, Barcellona               | Terra rossa | Nicolas Coutelot     | 7–6, 6–1  |
| 2. | 6 febbraio 2006   | McDonald's Burnie Men's International, Burnie | Cemento     | Alun Jones           | 6–4, 6–2  |
| 3. | 26 giugno 2006    | Mamaia Challenger, Constanţa                  | Terra rossa | Adrian Ungur         | 6–4, 6–4  |
| 4. | 14 agosto 2006    | Zucchetti Kos Tennis Cup, Cordenons           | Terra rossa | Mathieu Montcourt    | 6–3, 6–2  |
| 5. | 17 settembre 2007 | Banja Luka Challenger, Banja Luka             | Terra rossa | Iván Navarro         | 7–6, 6–4  |

## Palmarès
- Giochi del Mediterraneo

Tunisi 2001:  Oro in singolare e doppio.